# Gilles Delaune
Gilles Delaune (né le 18 janvier 1956 au Havre) est un athlète français, spécialiste des épreuves combinées.

## Biographie
Il est sacré champion de France du décathlon en 1979.
Son record personnel au décathlon est de 7 469 points.